# Orchid Island
Orchid Island (yami: Ponso no Tao o Pongso no Tao; cinese tradizionale: 蘭嶼; pinyin: Lán Yǔ; POJ: Lân-sū) è un'isola vulcanica di 45 km², situata al largo della costa sudorientale dell'isola di Taiwan e separata dalle Batanes, arcipelago delle Filippine, dal canale di Bashi dello Stretto di Luzon. L'isola è governata dalla Contea di Taitung della Repubblica di Cina sotto il nome di Città di Lanyu, ed è casa del popolo Tao di aborigeni taiwanesi. I Tao sono un gruppo etnico minore proveniente dalle Batanes filippine, che migrarono sull'isola circa 800 anni fa e le diedero il nome di Ponso no Tao o Pongso no Tawo (isola del popolo), o anche Irala. Successivamente, l'isola sarebbe stata conosciuta anche con il nome di Botel Tobago.
L'isola è comparsa per la prima volta sulle mappe all'inizio del XVII secolo, grazie ai giapponesi che la rinominarono Tabako-shima; il nome sarebbe stato successivamente ripreso dai francesi come Tabaco Xima, per la prima volta nel 1654. I cinesi che non avevano contatti con le popolazioni indigene dell'isola la rinominarono Hongtouyu (紅頭嶼 Isola Testarossa), nome che ispirò il giapponese Kōtō-sho, che le fu dato durante l'occupazione giapponese di Taiwan. Il governo giapponese dichiarò l'isola come area di ricerca etnologica, e vi vietò l'ingresso al pubblico, divieto che rimase fino al 1967, sebbene nel 1945 i giapponesi furono cacciati dal nuovo governo della Repubblica di Cina. Tuttavia, grazie a questo divieto, il popolo Tao è quello che ha preservato meglio i propri usi e costumi, le proprie credenze e tradizioni tra tutte le etnie di aborigeni di Taiwan. Da quando fu tolto il divieto di accesso al pubblico, iniziarono ad essere costruite sull'isola scuole di cinese, e l'istruzione divenne obbligatoria in tale lingua. L'isola divenne una popolare meta turistica, e altri popoli di aborigeni iniziarono a riconoscerla sotto i nomi di Buturu (ami) e Botol (puyuma).
Il 19 gennaio 1946, l'isola fu designata come "giurisdizione Hongtouyu" (紅頭嶼鄉 Isola Testarossa) della Contea di Taitung. Il 24 novembre dello stesso anno, fu già rinominata Lanyu, o "Isola delle Orchidee", a causa della specie endemica di orchidea Phalaenopsis.
L'isola è accessibile solo via mare o per via aerea, tuttavia l'unica compagnia aerea che offre voli verso Orchid Island è la Daily Air. Dalla terraferma, il volo dura circa mezz'ora e la frequenza giornaliera dei viaggi dipende dalle condizioni meteorologiche. Dal porto Fukang di Taitung partono diversi traghetti turistici per raggiungere l'isola.
La montagna più alta dell'isola è il monte Hongtoushan (紅頭山), alto 552 m, e ci sono altri otto rilievi di altezza superiore ai 400 m.
Gli abitanti dell'isola sono per lo più agricoltori e pescatori, che si affidano per il sostentamento annuale alla cattura di pesci volanti per quanto riguarda la pesca, e alla coltivazione di colocasia esculenta, patate dolci e miglio per quanto riguarda l'agricoltura.

## Controversia sui rifiuti nucleari
Nel 1974, la Commissione per l'Energia Atomica della Repubblica di Cina selezionò Long Men (龍門), la punta più meridionale di Orchid Island, come luogo ideale per costruire una struttura "temporanea" per lo smaltimento di scorie radioattive. In realtà, la struttura avrebbe dovuto contenere, in 50 anni, 340.000 barili (pari a 18.000 tonnellate) di rifiuti nucleari. Il governo illuse il commissario di distretto Tao, analfabeta, che sarebbe stato costruito un conservificio di pesce, poiché c'era bisogno della sua firma. Nel 1978 fu costruito un porto, e nel 1980 iniziarono i lavori della struttura del deposito nucleare. Durante tutto il tempo impiegato per concludere i lavori, il governo continuò ad ingannare gli isolani, finché i praticanti religiosi dell'isola non scoprirono la verità da alcuni articoli comparsi in giornali taiwanesi. Carichi di rifiuti nucleare di basso e medio livello iniziarono ad arrivare a maggio del 1982 da tre centrali nucleari della Taipower, azienda dell'energia taiwanese diretta dello Stato. L'isola ospitava 97.672 barili (più di 4.800 tonnellate) di rifiuti radioattivi, contenuti in 23 fossi di cemento utilizzati senza permesso.
Nel 1991, la situazione divenne nota a livello nazionale grazie a Kuo Jian-ping, missionario presbiteriano che organizzò una manifestazione pubblica a Taipei con il supporto di alcuni gruppi anti-nucleari, e consegnò alla Taipower una lettera nella quale includeva tre richieste: fermare l'espansione della seconda fase di costruzione del sito di smaltimento; l'arresto immediato di tutti i carichi nucleari diretti ad Orchid Island; infine, la totale chiusura dell'impianto per il 30 giugno 1991. La Taipower assecondò solo la prima richiesta, e nel 1996 anche la seconda richiesta fu esaudita, tuttavia operazioni nel sito del deposito nucleare continuano tuttora. Lo Yuan Esecutivo (governo) dovrebbe trovare una localizzazione definitiva per lo scarico nucleare e completare la costruzione di un sito di deposito per il 2016. Il governo ha dato avvio a trattative con Russia, Repubblica Popolare Cinese, Corea del Nord e Isole Salomone per trasferire i rifiuti nucleari di Taiwan in uno di questi luoghi e continuare lì lo smaltimento.
Nel 2002, più di metà della popolazione isolana protestò pubblicamente di fronte al deposito, poiché il governo non aveva mantenuto l'impegno assunto di rimuovere 100.000 barili di rifiuti nucleari di basso livello dall'isola. Il Primo ministro Yu Shyi-kun si scusò a nome di tutto il corpo legislativo per il fallimento del governo sul mantenimento della propria parola, ma dichiarò anche di non sapere come e quando i rifiuti nucleari sarebbero potuti essere rimossi dall'isola, a causa delle difficoltà nel trovare un sito alternativo. D'altra parte, la Taipower chiese agli isolani di espandere ancora il deposito per soli nove anni, in cambio di 200 milioni di NTD (circa 7 milioni di dollari statunitensi).

## Villaggi
L'asterisco indica i quattro attuali villaggi amministrativi (村).
| Nome Yami | cinese              | Note                                          |
| --------- | ------------------- | --------------------------------------------- |
| Yayu      | Yeyou (椰油)        | *                                             |
| Iraralay  | Langdau (朗島)      | *                                             |
| Iranumilk | Dongqing (東清)     | *                                             |
| Ivarinu   | Yeyin (野銀)        | non è un villaggio amministrativo             |
| Imourud   | Hongtou (紅頭)      | * Villaggio Testarossa, sede di giurisdizione |
| Iratai    | Yuren (漁人)        | incorporato nel Villaggio Imourud dal 1946    |
| Iwatas    | Yiwadasi (伊瓦達斯) | incorporato nel villaggio Yayu dal 1940       |

Orchid Island Inferiore (Wade-Giles: Hsiao Lan Yü; pinyin: Xiao Lanyu; Piccola Botel-Tobago), un'isoletta vulcanica disabitata vicino alla grande Orchid Island, è il punto più a sud della Contea di Taitung. Oltre ad essere habitat dell'orchidea endemica Phalaenopsis equestris, pianta in via d'estinzione, l'isola è stata obiettivo di alcune esercitazioni militari.